# يو إس إس شو (دي دي-373)
يو إس إس شو (دي دي-373) كانت مدمرة من فئة ماهان وثاني سفينة تابعة للبحرية الأمريكية تحمل اسم النقيب البحري جون شو.